# Portrait de la princesse Marthe-Lucile Bibesco
Le Portrait de la princesse Marthe-Lucile Bibesco est une peinture à l'huile sur toile (183 × 120 cm) du peintre italien Giovanni Boldini datée de 1911. Elle est aujourd'hui conservée dans une collection privée.

## Histoire
Historienne et lettrée d'origine roumaine, Marthe Bibesco est l'une des personnalités les plus en vue dans le Paris de la Belle Époque. Elle fait connaissance de Boldini peu avant 1910 et se souviendra plus tard qu'il était alors « en pleine vogue ». On lui doit un témoignage précieux sur ce qui apparait comme une sorte de frénésie collective autour de la peinture de l'artiste : selon elle, les dames de Paris « s'habillaient à la Boldini » et s'astreignaient à des cures amaigrissantes « pour ressembler à la femme idéale selon les canons de la beauté boldinienne ». L'artiste et son modèle surnomment par plaisanterie ce portrait « L'Aéroplane » en référence aux exploits d'aviateur de George-Valentin Bibesco, l'époux de la princesse. Malgré l'enthousiasme de celle-ci qui se déclare prête, dans ses lettres à Boldini, à payer le tableau au prix de « son collier d'émeraudes et de toutes les perles du monde », la toile est refusée par son mari qui juge inconvenant son décolleté très échancré. 

## Analyse
Assise dans le canapé louis XVI souvent visible dans les œuvres de Boldini, la princesse Bibesco semble sur le point de « prendre son envol ». Arborant une somptueuse et tourbillonnante robe du soir argent et noir dont l'artiste l'avait vue vêtue au théâtre, elle rayonne de toute sa splendeur, tandis que son corps est parcouru d'un énergie flamboyante.